# Wilhelm Grezesch
Wilhelm Grezesch (* 1. Mai 1906 in Neidenburg; † 13. Juli 1941 in Kurne, UdSSR) war ein deutscher Politiker (NSDAP).

## Leben und Wirken
Grezesch besuchte von 1912 bis 1913 die Volksschule in Neidenburg, danach die Volksschulen in Elmshorn im Kreis Pinneberg (Provinz Schleswig-Holstein) und Langelohe. Von 1921 bis 1923 absolvierte er eine Gärtnerlehre in Elmshorn. Anschließend arbeitete er als Gärtnergehilfe in der Mecklenburgischen Schweiz, in Bayern, im Rheinland und in Holstein. Von 1928 bis 1931 war Grezesch als Betreiber eines Gartenbaubetriebes in Elmshorn selbständig. Seit dem Herbst 1931 war er erwerbslos.
Zum 11. Juni 1926 trat Grezesch, der sich seit 1924 in der Deutschvölkischen Freiheitsbewegung in Mecklenburg betätigte, in die Nationalsozialistische Deutsche Arbeiterpartei (Mitgliedsnummer 38.051) und im selben Jahr in die SA als Truppführer ein. 1932 wurde er Führer der Schutzstaffel (SS-Nummer 9.456) in Elmshorn.
Grezesch war mit seinem Elmshorner SA-Sturm am 17. Juli 1932 Teilnehmer des Werbemarsches, der den Altonaer Blutsonntag zur Folge hatte. Eine Woche später wurde Grezesch bei einer nationalsozialistischen Demonstration in einem Elmshorner Arbeiterviertel verletzt. Die Gestapo machte später den Führer des Elmshorner Roten Frontkämpferbundes, Max Wriedt, für den Angriff auf Grezesch verantwortlich. Wriedt wurde im Januar 1935 im KZ Fuhlsbüttel zu Tode gefoltert. In der Nacht zum 1. August 1932 wurden auf Gaststätten in Elmshorn, Uetersen und Barmstedt Handgranatenanschläge verübt. Eines der Anschlagsziele war ein Parteibüro der KPD. Grezesch wurde am 21. November 1932 vom Sondergericht beim Landgericht Altona als einer der Hauptschuldigen der Anschläge zu sechs Jahren Zuchthaus verurteilt. Wenige Tage vor der Urteilsverkündung wurde Grezesch bei der Reichstagswahl im November 1932 als Kandidat der NSDAP für den Wahlkreis 13 (Schleswig-Holstein) in den Reichstag gewählt, dem er bis zum März 1933 angehörte. Sein Mandat konnte er allerdings erst nach seiner Haftentlassung am 7. Dezember 1932 antreten.
Im Juni 1933 wurde Grezesch kommissarischer Vorsitzender der Freien Turn- und Sportvereinigung Elmshorn. 1935 heiratete er. Spätestens 1936 war er Chef der 7. Kompanie der „Leibstandarte SS Adolf Hitler“. In der SS wurde er mehrfach befördert, zuletzt am 1. Juni 1939 zum Sturmbannführer. Grezesch starb kurz nach dem deutschen Angriff auf die Sowjetunion im Sommer 1941. Zuletzt im Rang eines Sturmbannführers der Waffen-SS, hatte er seit 1. Juli 1941 als SS-Führer zur besonderen Verwendung der Aufklärungsabteilung der „Leibstandarte SS Adolf Hitler“ angehört.